# Кубок Туркменістану з футболу 2017
Кубок Туркменістану з футболу 2017  — 26-й розіграш головного кубкового футбольного турніру у Туркменістані. Титул володаря кубка втретє здобув Ахал.

## Календар
| Раунд            | Дата              | Матчі | Клуби |
| ---------------- | ----------------- | ----- | ----- |
| Попередній раунд | 27/30 липня 2017  | 2     | 9 → 8 |
| 1/4 фіналу       | 2/8 серпня 2017   | 8     | 8 → 4 |
| 1/2 фіналу       | 13/16 жовтня 2017 | 4     | 4 → 2 |
| Фінал            | 28 жовтня 2017    | 1     | 2 → 1 |

## Попередній раунд
| Команда 1        | Заг. | Команда 2 | 1-й матч | 2-й матч |
| ---------------- | ---- | --------- | -------- | -------- |
| 27/30 липня 2017 |      |           |          |          |
| Копетдаг         | 4:2  | Туран     | 2:1      | 2:1      |

## 1/4 фіналу
| Команда 1       | Заг. | Команда 2  | 1-й матч | 2-й матч |
| --------------- | ---- | ---------- | -------- | -------- |
| 2/8 серпня 2017 |      |            |          |          |
| Балкан          | 4:7  | Ахал       | 1:3      | 3:4      |
| Ашгабат         | 1:3  | Алтин Асир | 0:1      | 1:2      |
| Мерв            | 1:3  | Енергетик  | 1:1      | 0:2      |
| Шагадам         | 4:1  | Копетдаг   | 1:1      | 3:0      |

## 1/2 фіналу
| Команда 1         | Заг. | Команда 2  | 1-й матч | 2-й матч |
| ----------------- | ---- | ---------- | -------- | -------- |
| 13/16 жовтня 2017 |      |            |          |          |
| Ахал              | 1:0  | Алтин Асир | 1:0      | 0:0      |
| Енергетик         | 2:4  | Шагадам    | 0:2      | 2:2      |

## Фінал
| 28 жовтня 2016 13:00 (EEST) |

| Ахал | 4:0 | Шагадам |
| ---- | --- | ------- |
|      |     |         |

| «Копетдаг», Ашгабат Арбітр: Бабаназар Хакназаров |